# Ana Jiménez Pérez
Ana Ibis Jiménez Pérez (Santa Clara, 20 aprile 1979) è un'ex atleta paralimpica cubana.

## Biografia
In seguito a una nascita prematura, ha avuto problemi agli occhi a causa delle terapie praticate. Nativa di Santa Clara, si è ben presto inserita nelle tradizioni sportive della città. Ha debuttato nel 1995 ai Giochi parapanamericani, in vista di una partecipazione alle Paralimpiadi di Atlanta, ma non ha potuto essere parte di questo evento, poiché non ci sono state gare di velocità e salto per la categoria T/F12, ossia degli ipovedenti meno svantaggiati.
Lo stesso è avvenuto in occasione delle Paralimpiadi di Sydney; la categoria, divenuta nel frattempo T/F13, ha gareggiato nel 2000 solo in ambito maschile. Nel 2004, ad Atene, Ana Jiménez Pérez ha finalmente potuto competere, conquistando una medaglia di bronzo nei 100 metri piani e una d'oro nel salto in lungo.

## Palmarès
| Anno | Manifestazione       | Sede  | Evento             | Risultato | Prestazione | Note |
| ---- | -------------------- | ----- | ------------------ | --------- | ----------- | ---- |
| 2004 | Giochi paralimpici   | Atene | 100 m piani T13    | Bronzo    | 12"98       |      |
| 2004 | Giochi paralimpici   | Atene | Salto in lungo F12 | Oro       | 5,40 m      |      |
| 2006 | Mondiali paralimpici | Assen | 100 m piani T13    | 4ª        |             |      |